# Christian von Braunschweig-Wolfenbüttel

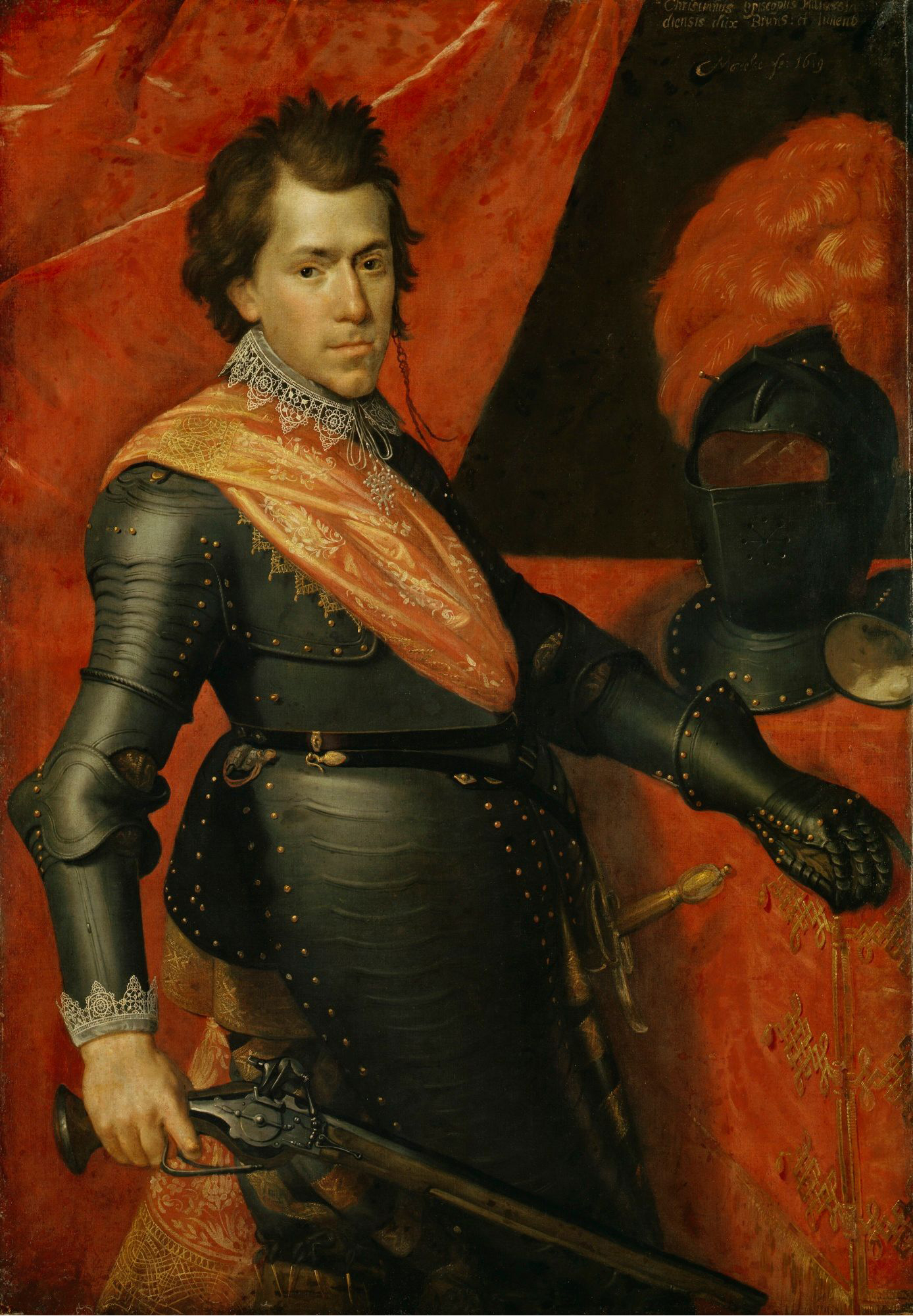
Paulus Moreelse, Herzog Christian von Braunschweig und Lüneburg, 1619, Braunschweig, Herzog Anton Ulrich-Museum

Christian (II.) von Braunschweig-Wolfenbüttel (* 20. September 1599 in Gröningen an der Bode; † 16. Juni 1626 im Schloss Wolfenbüttel), nominell Herzog von Braunschweig und Lüneburg und Administrator des Bistums Halberstadt, auch Christian der Jüngere, der „Tolle Christian“, der „Wilde Herzog“ oder „Toller Halberstädter“ genannt, zählt zu den bekanntesten Feldherren der Welfen im Kampf für die Ständische Libertät und gegen das Haus Habsburg (Kaiser Ferdinand II., König Philipp IV. von Spanien) und die Katholische Liga im Dreißigjährigen Krieg.

## Leben
Als dritter Sohn des lutherischen Herzogs Heinrich Julius von Braunschweig-Wolfenbüttel und dessen zweiter Gemahlin Elisabeth von Dänemark wurde er im Halberstädter Stift Gröningen geboren und schon im Alter von 17 Jahren zum weltlichen Administrator des Bistums Halberstadt bestellt, erlangte aber nicht die Anerkennung durch den Kaiser bzw. durch die römisch-katholische Kirche.
Seine reiterlich-militärische Ausbildung dürfte er mit sehr hoher Wahrscheinlichkeit bei dem weithin bekannten Reitmeister Löhneysen absolviert haben. Aber seine Neigung bewog ihn 1620 dazu, als Rittmeister unter dem Fürsten Moritz von Oranien (niederländ.: Prins Maurits) zu dienen. 1621 stellte Herzog Christian im Auftrag des Kurfürsten-Pfalzgrafen Friedrich V. von der Pfalz, des vertriebenen und geächteten „Winterkönigs“ von Böhmen, ein Söldnerheer von etwa 10.000 Mann auf, dessen Unterhalt jedoch zunächst nur unzureichend gewährleistet war. Herzog Christian plünderte mit seinen Truppen die Stifte Paderborn und Münster, wobei er sein Hauptquartier im befestigten Lippstadt errichtete. Von den Städten, die er nicht heimsuchte, forderte er dem damaligen Kriegsgebaren entsprechend Kontributionen, also Beiträge zum Unterhalt seines Heeres (in Geld bzw. Gütern). Obrigkeiten, Städte und Dörfer, die sich auf seiner Route befanden, setzte er mit Drohbriefen über seine baldige Ankunft in Kenntnis; diese Briefe waren an allen vier Ecken angesengt, auch mit Drohungen wie „Blut, Blut!“ versehen. Solche Methoden dienten zunächst der Einschüchterung, um den Unterhalt seines Söldnerheeres sicherzustellen. Manche – wie die Städte Soest und Werl – zogen daher Zwangsbeiträge der Plünderung vor. Einzelne kleinere Ortschaften blieben hingegen aus verschiedenen Gründen gänzlich unbehelligt. Geseke und Werne an der Lippe waren die einzigen Städte, die er nicht erobern konnte, weshalb dort noch heute jedes Jahr die sogenannten Lobetagsprozessionen stattfinden. In Paderborn raubte er den Schrein des Heiligen Liborius mit den Reliquien und ließ aus dem Silber dieser Kirchenschätze den Pfaffenfeindtaler prägen, eine Münze die auf der Vorderseite die Feldinschrift „Gottes Freund – der Pfaffen Feind“ zeigt und auf der Rückseite einen Schwertarm mit der französischen Randinschrift „Tout avec Dieu“" („Alles mit Gott“). Ein erster Versuch, zum Main und weiter in die Rheinpfalz zu ziehen, wurde von bayerisch-ligistischen Truppen unter Graf Anholt abgewehrt (Herbst 1621).

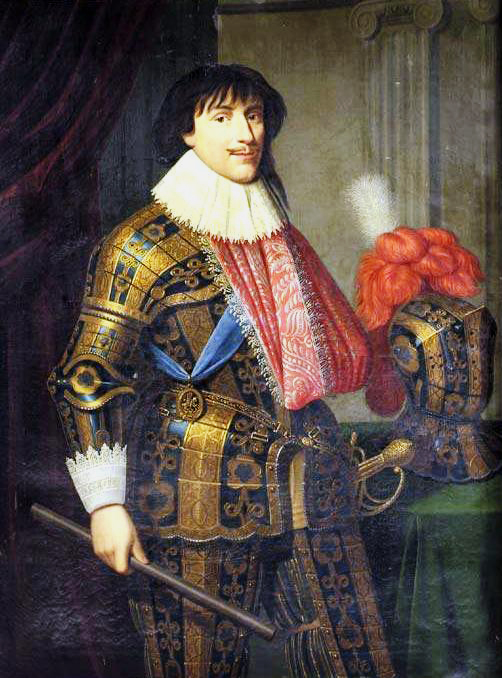
Herzog Christian von Braunschweig-Wolfenbüttel (nach 1622/23) im Prunkharnisch, den linken Unterarm verhüllt

Im Kampf um die Rheinpfalz musste Herzog Christian sich den Übergang über den Main am 20. Juni 1622 in der Schlacht bei Höchst gegen die weit überlegenen Kräfte Tillys und Córdobas erkämpfen, was ihm unter hohen Verlusten gelang. Den Rest seines Söldnerheeres konnte er kurz darauf mit dem Heer des erfahrenen Söldnergenerals Ernst von Mansfeld vereinigen. Nach ihrem Ausscheiden aus Kurpfälzer Diensten (Juli) unternahmen Mansfeld und Christian von Braunschweig einen gemeinsamen Feldzug, um die Belagerung des niederländischen Bergen op Zoom durch den spanischen General Spinola zu beenden. Auf dem Wege von der Maas durch die südlichen (habsburgischen) Niederlande stießen sie am 29. August bei Fleurus auf ein spanisches Heer unter Gonzalo Fernández de Córdoba, der sie jedoch nicht am Weiterzuge nach Norden hindern konnte. Es gelang den beiden Söldnerführern, sich mit den Resten ihrer Truppen zum Fürsten Moritz von Oranien durchzukämpfen (September) und ihm schließlich bei der Befreiung des belagerten Bergen-op-Zoom zu helfen (Oktober).
In der Schlacht bei Fleurus (1622) hatte Herzog Christian eine Schussverletzung am linken Arm erlitten, so dass ihm einige Tage später in Breda der linke Arm etwa 4 Finger oberhalb des Ellenbogens amputiert werden musste. Die Operation wurde im Heerlager unter Trommelwirbel durchgeführt, derweil er der Gegenseite kundgetan haben soll, zum Kampfe bleibe ihm ja noch die andere Hand (altera restat). Später ließ er sich in Holland angeblich eine Prothese anfertigen. Spekuliert aber zwischenzeitlich widerlegt wurde, dass es sich bei einer solchen Prothese in Form einer Eisernen Hand um die im Herzog Anton Ulrich-Museum aufbewahrte Braunschweiger Hand handele. Ebenfalls kann als widerlegt gelten, das der Herzog eine unbewegliche hölzerne Arm- bzw. Unterarmprothese benutzt hat. Nach neuerem Stand der Forschung, basierend auf den Funden im Sarkophag Herzog Christians (Nr. 23) anlässlich einer umfassenden Restaurierung ab Dezember 1995, hat die Wahrscheinlichkeit der Existenz solcher starren oder beweglichen Fremdkörper-Prothesen deutlich abgenommen. Begründet wird diese Aussage mit der Befundung des Sarkophag-Inhaltes. Neben dem stark zerfallenen Skelett des Verstorbenen fand man nämlich anatomisch korrekt  platziert das vollständige und skelettierte Amputat vor. Bei diesem Amputat sind die Knochenteile mittels Kupferdraht beweglich verbunden. Im Gegensatz zum Körperskelett konnten am Amputat-Skelett Konservierungsspuren nachgewiesen werden, die darauf schließen lassen, dass Herzog Christians bildlich dargestellter in einer Schlinge getragener Kunstarm aus dem präparierten Skelett seines Amputats hergestellt war.
Im Winter 1622/23 nahm der Herzog seine Kriegstätigkeit im Reich wieder auf. Im Kriegsjahr 1623 wollte Herzog Christian, nachdem er seinem Halberstädter Bistum entsagt hatte, sich vom niedersächsischen Reichskreis auf niederländisches Gebiet durchschlagen, wurde jedoch am 6. August 1623 bei Stadtlohn vom ligistischen General Tilly zum Kampf gestellt. In dieser Schlacht bei Stadtlohn wurde das Heer des Welfen beinahe völlig vernichtet; alle Feldzugspläne wurden hinfällig. Herzog Christian selbst konnte sich mit wenigen Soldaten in die Niederlande retten.
Als Verwandter des englischen Königshauses Stuart – und ungeachtet der Schwere seiner Stadtlohner Niederlage – wurde Herzog Christian in London in den Hosenbandorden (engl.: The Most Noble Order of the Garter) aufgenommen (31. Dezember 1624). Während der folgenden Monate rüstete er sich für einen neuen Feldzug, der in englischem Sold und unter dem Oberbefehl Mansfelds stattfinden sollte, und sammelte Kavallerie bei Calais, von wo er seine Truppen mit Schiffen unter nicht geringen Verlusten nach den Niederlanden (Insel Walcheren) verbrachte. Kurz bevor die von den Spaniern belagerte Stadt Breda, deren Entsatz gescheitert war (Mai 1625), kapitulieren musste (Juni 1625), verlegten die Generalstaaten das mansfeldisch-braunschweigische Söldnerheer zum Niederrhein, wo es durch Versorgungsmangel beträchtlich an Stärke verlor. Im Herbst 1625 trennte Herzog Christian sich von Mansfeld, zu dem nie ein gutes Verhältnis bestanden hatte.
Anfang 1626 wurde ihm, nach neuem Erstarken der kaiserlichen Kräfte in Norddeutschland, von seinem Bruder Friedrich Ulrich die Herrschaft im Fürstentum Braunschweig-Wolfenbüttel übergeben, und sofort stellte Christian zur Unterstützung des dänischen Königs Christian IV., seines Onkels, neue Truppen auf. Doch bevor der Welfenherzog auf dem Feldzug unter dänischem Oberbefehl eine größere Rolle spielen konnte, erkrankte er schwer und verstarb zwei Wochen später unter hohem Fieber am 16. Juni 1626 im Schloss Wolfenbüttel. Die genaue Ursache seines Todes ist nicht geklärt, als wahrscheinlich gilt jedoch eine Spätfolge seiner 1622 erfolgten schweren Verwundung, von der er sich nie vollständig erholt hatte.

## Bedeutung
Herzog Christian, der schon mit 22 Jahren Soldtruppen in Heeresstärke befehligte, war bei aller Begabung nicht der erfolgreiche Feldherr, den seine Auftraggeber (Kurpfalz, England, Dänemark) sich gewünscht hatten. In Anbetracht seiner Jugend mag er als militärisches Naturtalent angesehen werden; als Reiterführer in der Schlacht zeigte er Entschlossenheit und Mut bis zur Verwegenheit.
Wirtschafts-, sozial- und militärhistorisch gehört er zur Kategorie der privaten Kriegsunternehmer, in seinem Falle: reichsfürstlicher Abstammung, die anderen Fürsten (Kriegsherren) umfangreiche Kriegsdienste leisteten.
Neben dem Militärwesen war er zwar auch in klassischen Künsten ausgebildet, aber doch ein unbeherrschter junger Mann, ganz dem Kriegshandwerk zugetan und leidenschaftlich in seiner Opposition gegen alles Kaiserliche. Belegt ist seine Landauer Tischrede (Juni 1622), in der Herzog Christian sich in Anwesenheit seines Dienstherrn, des Pfalzgrafen-Winterkönigs, in Ausfälligkeiten erging, besonders über vermeintlich Verbündete und Neutrale in diesem Konflikt.
Die Zeitgenossen gaben dem jungen Welfenherzog bereits 1622 den Beinamen „toller Halberstädter“, was aber keineswegs nur bewundernd, sondern vielmehr als „der verrückte / wildgewordene“, aber auch im Sinne der damaligen militärischen Operationsweise als der „tollkühne / unorthodoxe“ Administrator von Halberstadt zu verstehen ist.
Zwar zählte er nicht zu den erfolgreichsten Feldherrn des Dreißigjährigen Krieges, aber er ragte zweifellos durch seinen Charakter heraus. Ein wichtiger Beweggrund, den Pfalzgrafen Friedrich V. zu unterstützen, war seine innige Verehrung für dessen Gemahlin, Elisabeth Stuart, übrigens eine Cousine des Welfen. Seinen Truppen gab er Fahnen u. a. mit der Devise: Pour Dieu et pour Elle (Für Gott und für Sie, vermutlich für Elisabeth Stuart), als ob seine verheerenden Kriegszüge (1621–1626) einen ritterlichen Minnedienst darstellen sollten.
Manche Autoren liefern zudem das Bild eines den Handschuh seiner Cousine Elisabeth als Helmzier tragenden Herzog Christian. Belegt ist dies jedoch nicht.
In den Jahren 1834 bis 1838 verarbeitete die Dichterin Annette von Droste-Hülshoff die Niederlage des Christian von Braunschweig in dem Versepos Die Schlacht im Loener Bruch 1623, das sie in ihrer Sammlung Gedichte 1838 veröffentlichte.